# Liste der Monuments historiques in Saint-Ciers-Champagne
Die Liste der Monuments historiques in Saint-Ciers-Champagne führt die Monuments historiques in der französischen Gemeinde Saint-Ciers-Champagne auf.

## Liste der Bauwerke
| Bezeichnung   | Beschreibung              | Standort | Kennzeichnung | Schutzstatus | Datum | Bild           |
| ------------- | ------------------------- | -------- | ------------- | ------------ | ----- | -------------- |
| Kirche St-Cyr | Erbaut im 15. Jahrhundert | (Lage)   | PA00105163    | Inscrit      | 1935  | weitere Bilder |

## Liste der Objekte
| Bezeichnung | Beschreibung          | Standort                    | Kennzeichnung | Schutzstatus | Datum | Bild |
| ----------- | --------------------- | --------------------------- | ------------- | ------------ | ----- | ---- |
| Glocke      | Bronze, 1603 gegossen | in der Kirche St-Cyr (Lage) | PM17000363    | Classé       | 1942  |      |
| Taufbecken  | Stein                 | in der Kirche St-Cyr (Lage) | PM17000933    | Inscrit      | 1976  |      |